# Dirección General de Salud (fuerza aérea de Argentina)
La Dirección General de Salud (DGS) es una dirección general de la Fuerza Aérea Argentina creada en 2011 con asiento en el Edificio Cóndor y en la órbita del Estado Mayor General de la Fuerza Aérea. Su misión es conducir el esfuerzo de sanidad militar de esa fuerza armada.
En 2020 y 2021 tuvo un rol preponderante durante la pandemia de COVID-19 en Argentina contribuyendo al esfuerzo sanitario y logístico de la Fuerza Aérea en proporcionar apoyo a la comunidad y ayuda humanitaria bajo el Operativo General Belgrano, bajo la conducción del Estado Mayor Conjunto y del Ministerio de Defensa.

## Historia
La dirección general fue creada el 1 de enero de 2011 tras suprimir el Comando de Personal una modificación a la estructura orgánico-funcional de conducción superior de las Fuerzas Armadas de la Nación, creando direcciones generales para cada área.

## Organización
- Dirección General de Salud (DGS). Asiento: Edificio Cóndor (Retiro, CABA).
  - Hospital Aeronáutico Central. Asiento: Nueva Pompeya (CABA).
  - Hospital Aeronáutico Córdoba. Asiento: Córdoba.
  - Centro Asistencial Retiro. Asiento: Retiro (CABA).
  - Centro Asistencial El Palomar. Asiento: El Palomar (BA).
  - Centro Logístico de Distribución de Sanidad Militar. Asiento:
  - Hospital Militar Reubicable (HMR). Asiento: El Palomar (BA).
  - Instituto Nacional de Medicina Aeronáutica y Espacial (INMAE). Asiento: Palermo (CABA).